# Hestholmen
Hestholmen is een plaats in de Noorse gemeente Alver, provincie Vestland. Hestholmen telt 236 inwoners (2007) en heeft een oppervlakte van 0,22 km².